# 木亚赛尔·托乎提
木亚赛尔·托乎提（？—），女，维吾尔族，中华人民共和国政治人物。现任新疆艺术学院副院长，副教授，硕士生导师。第十四届全国政协委员。